# Яполоть
Яполоть (укр. Яполоть) — село в Костопольской городской общине Ровненского района Ровненской области Украины.
До 2020 года входило в Костопольский район.
Население по переписи 2001 года составляло 823 человека. Почтовый индекс — 35021. Телефонный код — 3657. Код КОАТУУ — 5623487801.